# Književnost u 1579.
◄◄ | ◄ | 1576. | 1577. | 1578. | 1579.  | 1580. | 1581. | 1582. | ► | ►►
Arhitektura • Astronomija • Glazba • Kazalište • Kiparstvo • Knjige • Književnost • Kršćanstvo • Medicina • Politika • Pravo • Promet • Slikarstvo • Znanost
Književnost u 1579.

## Hrvatska i u Hrvata

### Rođenja
- Stijepo Đurđević, hrvatski pjesnik († 1632.)

## Vanjske poveznice
|  | Zajednički poslužitelj ima još gradiva o temi Književnost u 1579. |